# Fenomén
Fenomén (z řec. fainomenon od fainomai, jevit se), česky též úkaz, jev, je to, co se člověku ukazuje, a to bez rozlišení, zda se jedná o skutečnost nebo klam. V empirických vědách je to obecné označení pro pozorovaný jev (věc, událost, proces apod.).

## Fenomén ve filozofii
Řecké slovo fenomén (fainomenon) původně označovalo přelud, později jakýkoli jev. Platón sice pojem fenomén nepoužil, jeho rozlišení mezi smyslově přístupnými věcmi a věčnými idejemi však tento směr filozofického zkoumání inspirovalo. Německý filozof Immanuel Kant upozornil na to, že empirické poznání má ke skutečnosti přístup jen prostřednictvím jevů, kdežto "věci o sobě" jsou nám z povahy věci nedostupné.
Ve své kritické filozofii rozlišuje Immanuel Kant mezi nám smyslově přístupným fenoménem a věcí o sobě, kterou lze poznat pouze rozumově (jako noumenon). Toto rozlišení rozvinul Edmund Husserl ve své fenomenologii, která chce zkoumat čisté fenomény, nezkreslené našimi předpoklady. Fenomenolog tedy musí provést fenomenologickou redukci, to znamená „uzávorkovat“ čili dočasně vyřadit svá předběžná přesvědčení, včetně předpokladu, že fenomén je skutečný, existující předmět. Běžně totiž člověk pokládá fenomén jen za svůj přístup k věci, k předmětu své intence, takže nevěnuje pozornost tomu, jak se mu předmět přesně ukazuje. Běžný čtenář ani nezpozoruje tiskovou chybu, protože mu jde o smysl čteného; fenomenologický přístup by se v tomto příkladě podobal přístupu korektora, který sleduje natištěná písmena.
Husserl tedy nijak nepochybuje o skutečnosti věcí, chce se k nim naopak co nejvíce přiblížit, ale protože všechny smyslové zkušenosti lidé přijímají jako fenomény, je podle něj třeba fenomény co nejpřesněji zachytit. Jako jev vnímaná věc je dána buďto „v originále“, tedy tak, že si ji člověk může prohlédnout i z jiné strany, zblízka nebo naopak s větším odstupem, anebo je člověku dána jen ve vzpomínce či představě, takže další zpřesnění fenoménu už není možné. Německý filozof Martin Heidegger definoval „čistý jev“ jako „to, co se samo ukazuje, a tak, jak se to samo ukazuje“, tedy bez jakýchkoli dalších předpokladů.

## Fenomén v empirických vědách
Fenomén ve vědách znamená jev, cokoli, co "se jeví", takže to lze pozorovat, popsat a někdy i změřit. Označení fenomén nerozlišuje, zda se pozorovaný jev prokáže jako reálný nebo ne, neřeší tedy otázku reálné existence. Fenomenologie v empirických vědách znamená jevový popis předmětu, např. v medicíně souhrn (pozorovatelných) symptomů nemoci, a stojí tak na začátku empirického zkoumání. Tak na samém začátku objevu radioaktivity stojí fenomén zčernání fotografické desky v blízkosti smolince.